# 摘花行动
摘花行动是一场由纳粹德国盖世太保/安全警察于1944年至1945年初在德占挪威為肅清挪威反納粹勢力而策划、实施的行动。战后，法庭共审理了摘花行动中的11起谋杀案件。